# Saint-Gervais-en-Belin
Saint-Gervais-en-Belin – miejscowość i gmina we Francji, w regionie Kraj Loary, w departamencie Sarthe.
Według danych na rok 1990 gminę zamieszkiwało 1 655 osób, a gęstość zaludnienia wynosiła 174 osoby/km² (wśród 1504 gmin Kraju Loary Saint-Gervais-en-Belin plasuje się na 372. miejscu pod względem liczby ludności, natomiast pod względem powierzchni na miejscu 1026.).